# Neža Černe
Neža Novak (rojena Černe), slovenska telovadka, športna pedagoginja * 20. januar 1933, Ljubljana, † 27. marec 2005 Maribor.
Neža Černe je kot 15-letno dekle za Jugoslavijo nastopila na Poletnih olimpijskih igrah 1948 v Londonu, kjer je na ekipni tekmi v gimnastiki osvojila sedmo mesto. Poročila se je s priznanim športnim pedagogom prof. Ljubom Novakom. Leta 1981 je kot prva ženska doktorirala iz kinezioloških znanosti na Fakulteti za šport v Ljubljani. Do upokojitve je predavala na Pedagoški akademiji v Mariboru (današnja Pedagoška fakulteta). Po hudi bolezni je umrla 27.3. 2005 v Mariboru.